# Gare de Zemun
Ne doit pas être confondu avec Zemun.
La gare de Zemun (en serbe cyrillique : Железничка станица Земун ; en serbe latin : Železnička stanica Zemun) est une gare située à Belgrade, la capitale de la Serbie, dans la municipalité urbaine de Zemun.

## Service des voyageurs

### Desserte
Zemun est une des stations du réseau express régional Beovoz et de la nouvelle ligne BG VOZ. Elle est située sur les lignes Belgrade-Šid et Belgrade-Subotica.
On peut également y emprunter cinq des six lignes circulant sur le réseau Beovoz, soit les lignes 1 (Stara Pazova - Batajnica - Beograd Centar - Pančevo Vojlovica), 3 (Stara Pazova - Batajnica - Beograd Centar - Rakovica - Resnik - Ripanj), 4 (Zemun - Beograd Centar - Rakovica - Valjevo), 5 (Nova Pazova - Batajnica - Beograd Centar - Rakovica - Resnik - Mladenovac) et 6 (Stara Pazova - Batajnica - Beograd Centar - Rakovica - Mala Krsna).
La gare constitue aussi une des stations du réseau BG VOZ (Batajnica - Pančevački most).

### Intermodalité
La gare est desservie par les lignes de bus 45 (Novi Beograd Blok 44 – Zemun Novi Grad) et 612 (Novi Beograd Pohorska – Kvantaška pijaca – Nova Galenika) de la société GSP Beograd.

## Notes et références

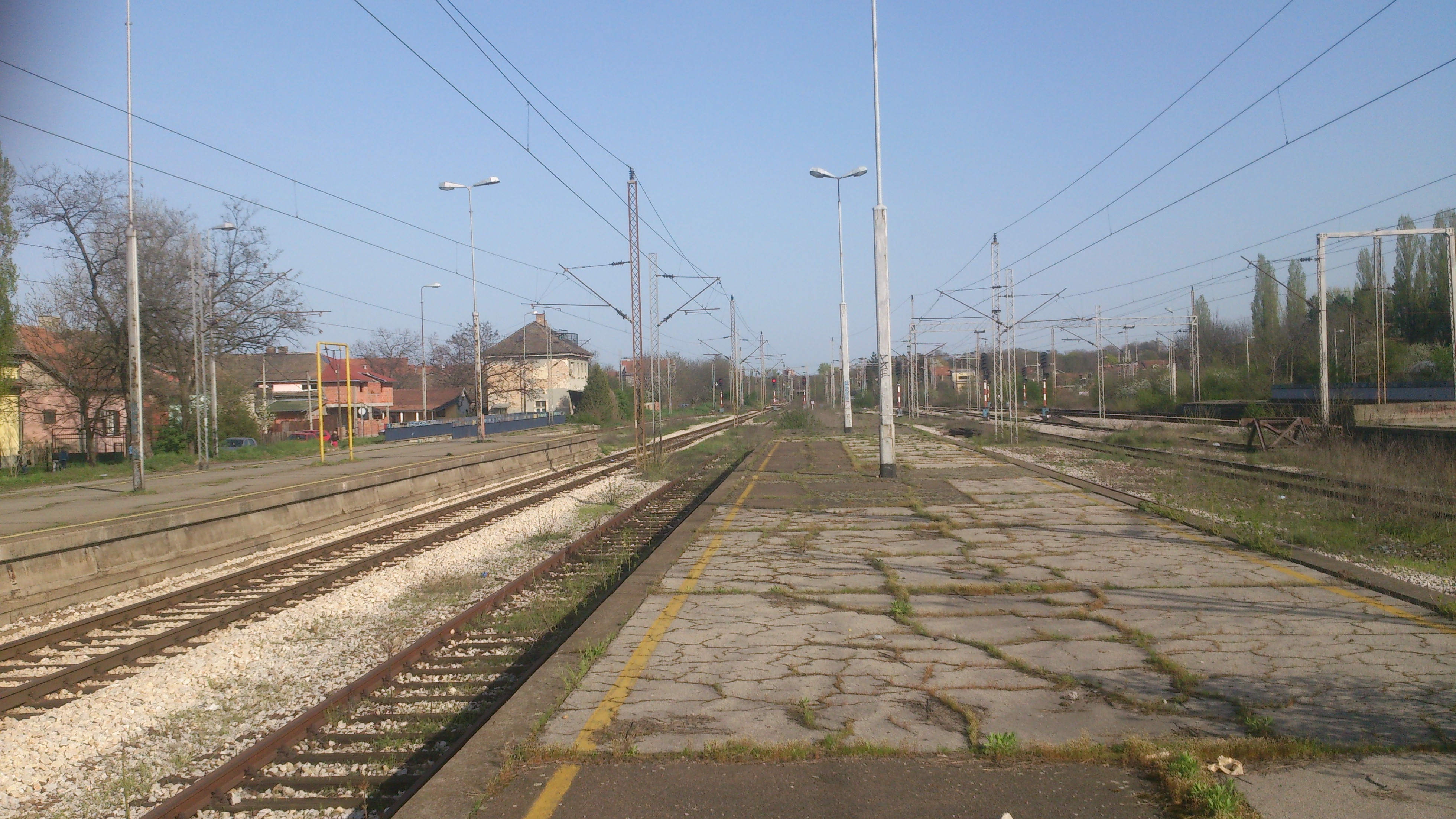